# Socialisme islamique

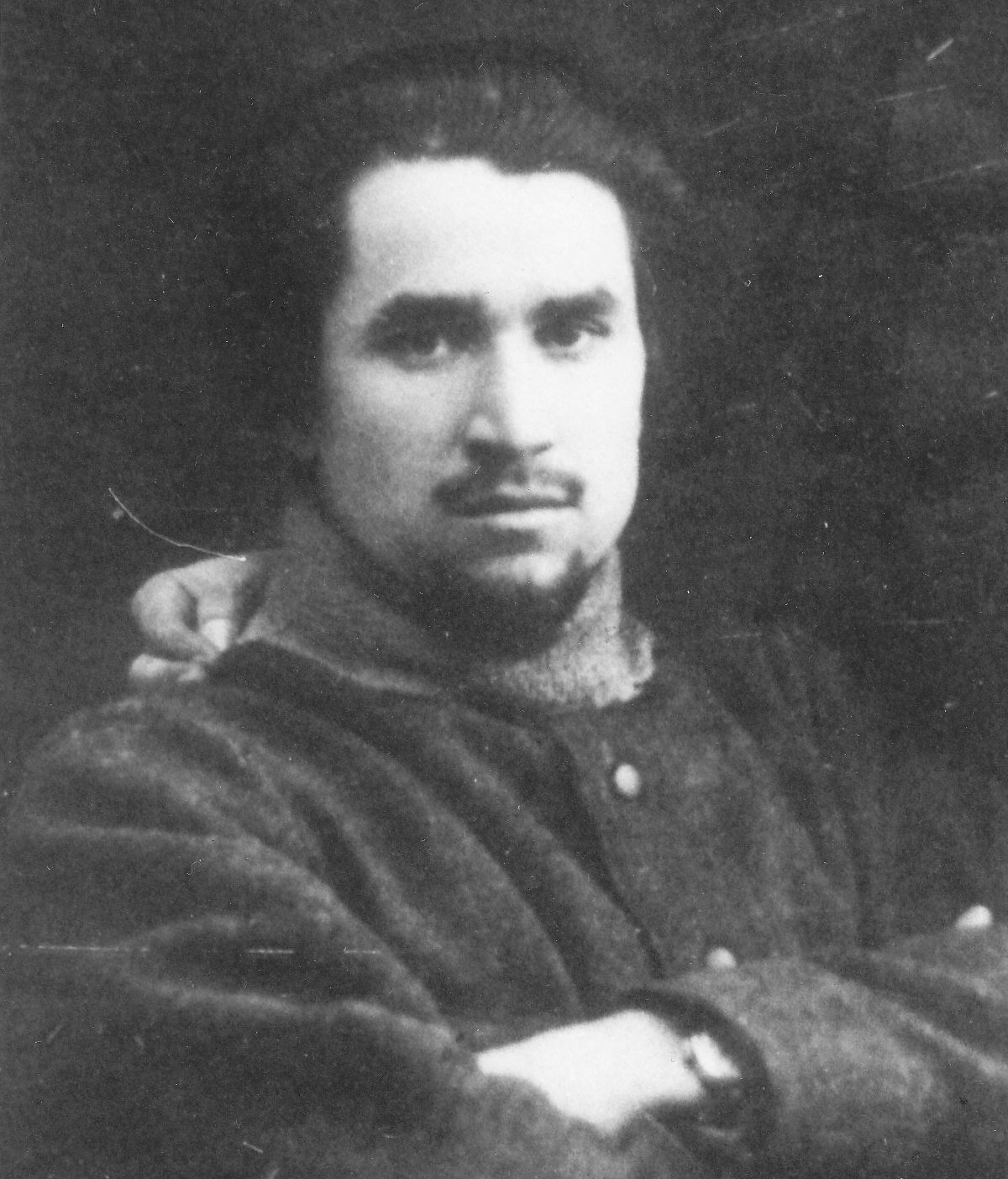
Sultan-Galiev, bolchevik tatar.

Le socialisme islamique est un terme inventé par différents penseurs et dirigeants musulmans pour répondre à la demande d’une forme plus spirituelle de socialisme. Les musulmans socialistes estiment que les enseignements du Coran et de Mahomet sont compatibles avec les principes d'égalité et de redistribution des richesses. De plus, pour eux, l’Islam s’oppose au libéralisme économique et impose une gestion socialiste de l’économie.
Certains érudits musulmans déclarent orthodoxes différentes pratiques socialistes, telle que la confiscation de biens privés pour répondre à l’impératif de la maslaha, c’est-à-dire de la préservation de l’intérêt général de la communauté.

## Sources
Les partisans du socialisme islamique cherchent à mettre en valeur des valeurs égalitaires qu'ils pensent contenues dans les traditions islamiques, en citant par exemple le Coran : 

« Est-ce eux qui distribuent la miséricorde de ton Seigneur ? C’est Nous qui avons réparti entre eux leur subsistance dans la vie présente et qui les avons élevés en grades les uns sur les autres, afin que les uns prennent les autres à leur service. La miséricorde de ton Seigneur vaut mieux, cependant, que ce qu’ils amassent. »

— Az-Zukhruf, Verset 32

## Histoire du socialisme islamique
Pour les partisans du socialisme islamique, celui-ci remonte directement aux enseignements du Coran et à la pratique du Prophète Mahomet et de ses compagnons. Dans ce courant de pensée, la figure du compagnon du Prophète Abu Dharr occupe une place privilégiée.
À l’époque contemporaine, la première expérience islamique du socialisme a été établie au cours de la Révolution russe de 1917 dans le cadre du mouvement Wäisi, soutenu du gouvernement soviétique. Le Comité des musulmans socialistes Kazan a aussi été actif à ce moment-là. Sultan-Galiev joua un rôle déterminant dans cette action, mais celui-ci fut éliminé par la suite par Staline.
Plus tard, le penseur indo-pakistanais Muhammad Iqbal développa ce thème du socialisme islamique.

Dans les années 1950-1960, certains penseurs des Frères musulmans développèrent l’idée d’un socialisme islamique, tels que les égyptiens Sayyid Qutb dans ses ouvrages comme La justice sociale en islam (1949) et Le combat de l’islam et du capitalisme (1951), le cheikh Mohammed al-Ghazali, Abdelkader al-Awda ou le syrien Moustapha Siba’i dans son ouvrage Le socialisme de l’islam (1959), qui explique notamment : 

« Le socialisme n’est pas une mode qui passera, c’est une tendance humaine qui s’exprime dans les enseignements des Prophètes, dans les réformes des Justes, depuis les premiers siècles de l’histoire. Les peuples du monde présent – surtout les peuples en retard – cherchent à le réaliser effectivement afin de se libérer des sédiments d’injustice sociale et d’inégalités de classe. […] Le but du socialisme, toujours, dans toutes ses écoles, a consisté à empêcher l’individu d’exploiter les capitaux des riches sur le dos des masses humiliées et brutalisées, à confier à l’Etat la surveillance et le contrôle de l’activité économique individuelle, à réaliser enfin la solidarité sociale entre les citoyens de manière à effacer l’indigence, la frustration, l’inégalité excessive des fortunes. »

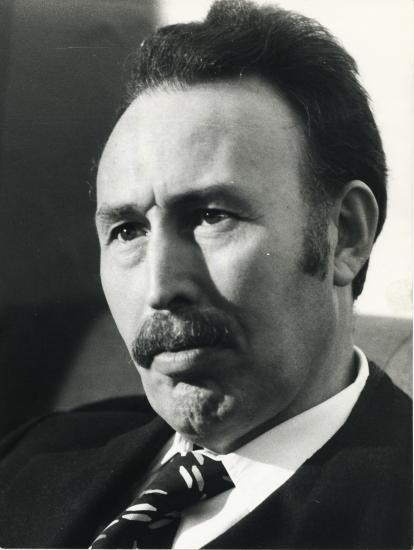
Le président algérien Houari Boumédiène.

Faisant rééditer et diffuser ses ouvrages, Mouammar Kadhafi s’est réclamé de l'idéologie du « socialisme islamique », qu'il amalgamait par ailleurs avec le socialisme arabe. De même, le président pakistanais Zulfikar Ali Bhutto ou l’algérien Houari Boumédiène se sont réclamés du socialisme islamique.

## Idéologies socialistes islamiques
Les socialistes musulmans croient que le socialisme est compatible avec les enseignements islamiques et adoptent généralement des formes laïques de socialisme. Cependant, certains socialistes musulmans estiment que le socialisme devrait être appliqué dans un cadre islamique et il existe de nombreuses idéologies socialistes islamiques.

### Kadhafiisme

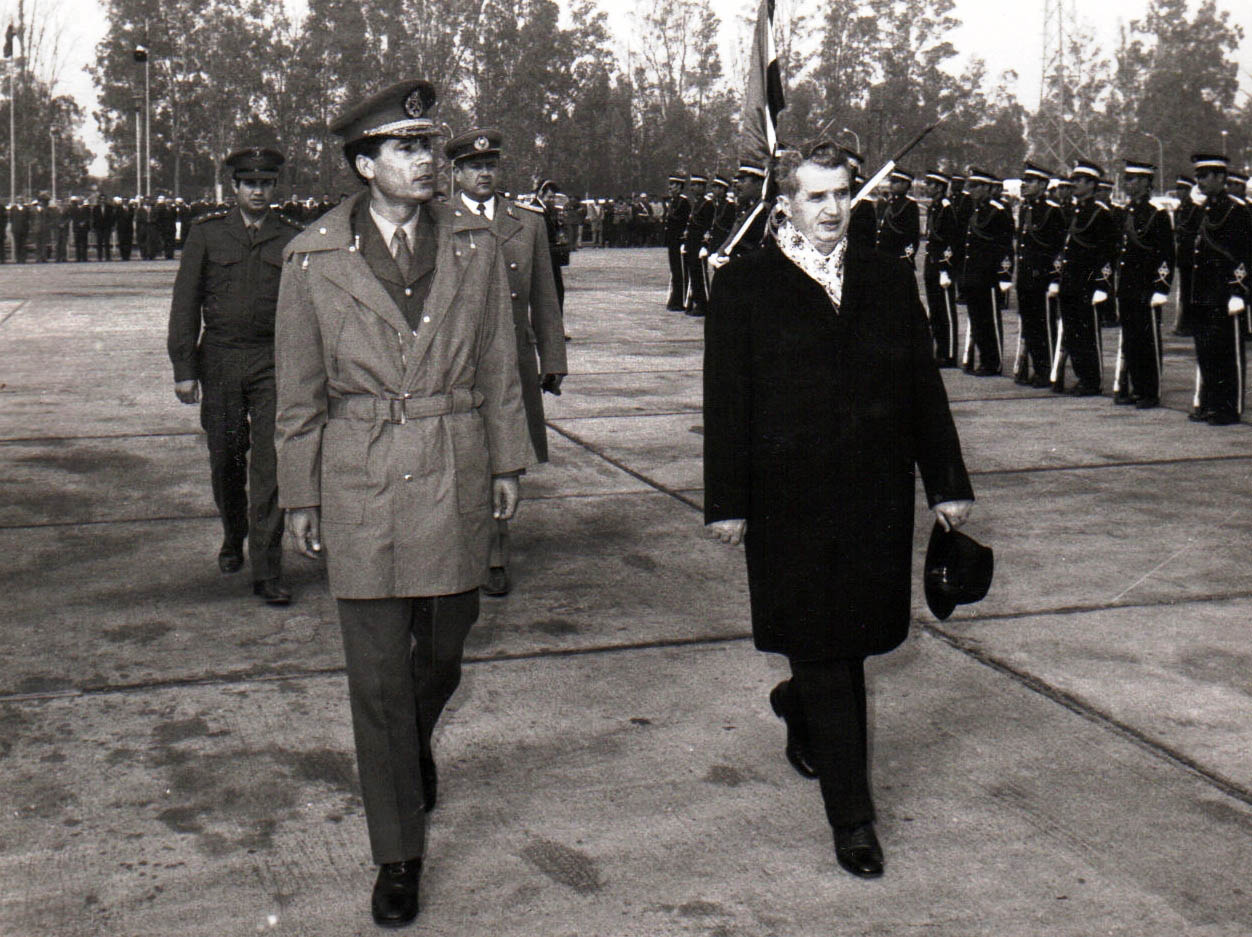
Kadhafi avec le leader roumain Nicolae Ceaușescu à Bucarest, Roumanie, 1974.

Mouammar Kadhafi a présenté sa version du socialisme islamique dans Le Livre vert, publié en trois parties (1975, 1977, 1978). Le Livre vert a été fortement influencé par le leader panarabe égyptien Gamal Abdel Nasser et a servi de base à la Légion islamique.
Le Livre vert rejette la démocratie libérale moderne basée sur l'élection de représentants ainsi que le capitalisme et propose à la place un type de démocratie directe supervisée par le Comité populaire général qui permet la participation politique directe de tous les citoyens adultes. Le livre déclare que « la liberté d'expression est le droit de toute personne physique, même si une personne choisit de se comporter de manière irrationnelle, d'exprimer sa folie ». Le Livre vert déclare que la liberté d'expression repose sur la propriété publique des éditeurs de livres, des journaux, des chaînes de télévision et des stations de radio, au motif que la propriété privée serait antidémocratique.
Un paragraphe du livre sur l'abolition de l'argent est similaire à un paragraphe des « Principes du communisme » de Fredriech Engels. Khadafi a écrit : « L'étape finale est lorsque la nouvelle société socialiste atteint le stade où le profit et l'argent disparaissent. » Il s'agit de transformer la société en une société pleinement productive et d'atteindre un niveau de production permettant de satisfaire les besoins matériels des membres de la société. À cette étape finale, le profit disparaîtra automatiquement et il n’y aura plus besoin d’argent. »
Concrètement, bien que Kadhafi se soit opposé aux mouvements islamistes, il a mené des politiques socialement conservatrices telles que l’interdiction de la vente et de la consommation d’alcool, la fermeture des boîtes de nuit et la suppression des activités marxistes dans les universités et collèges.
Selon Raymond D. Gastil, le Front révolutionnaire uni a été influencé par la philosophie socialiste islamique de Kadhafi.

### Socialisme anatolien (Kuva-yi Seyyare)
Le socialisme islamique anatolien a été initialement soutenu par Çerkes Ethem, un chef de milice ottoman d'origine circassienne qui s'est d'abord fait connaître pour avoir combattu et remporté des victoires contre les puissances alliées envahissant l'Anatolie au lendemain de la Première Guerre mondiale et ensuite pendant la guerre d'indépendance turque.
Le Kuvâ-yi Seyyâre a été créé, une force de volontaires circassiens et abkhazes dirigée par Çerkes Ethem. Le groupe se considérait comme une force de police chargée de lutter contre ceux qui perturbent le bien commun de l'Anatolie. Avec le temps, à mesure que les opinions socialistes islamiques d'Ethem devenaient plus répandues, il s'est distancé du mouvement national turc de Kemal Atatürk et s'y est finalement opposé.

## L’islamo-marxisme
Islamo-marxisme est un terme qui a été utilisé pour décrire le penseur iranien Ali Shariati. Il est également parfois utilisé dans des discussions sur la révolution iranienne de 1979, y compris des partis comme l'Organisation des moudjahiddines du peuple iranien (OMPI). Aussi, en Turquie, il existe un mouvement islamique en relation avec le marxisme : le mouvement Anti-Kapitalist Müslümanlar (Musulmans anticapitalistes).

## Anarchisme islamique
Tout au long de l'histoire de l'islam ont existé plusieurs groupes anti-autoritaires, souvent liées au soufisme. La fin du XXe siècle a apporté des idées en relation avec un socialisme islamique et libertaire promues par des penseurs comme Hakim Bey, Abdennour Prado, Leda Rafanelli et Yakoub Islam.